# زيمينا ملك
زيمينا ملك (بالأردو: زہمینہ ملك؛ مواليد 21 ديسمبر 2001) هي لاعبة كرة قدم محترفة تلعب في مركز المهاجم لنادي لاكاتاميا [اليونانية] القبرصي. ولدت في إنجلترا، لكنها تمثل المنتخب الباكستاني.

## المسيرة الكروية
بدأت زيمينا ملك مسيرتها الكروية باللعب لنادي توتنهام هوتسبر للفتيات خلال سنوات مراهقتها، ثم انتقلت للعب في كرة القدم الجامعية في مركز المهاجم. لعبت لاحقًا كلاعبة في مركز الوسط أو المهاجم لنادي لندن سيوارد. في فبراير 2024، انتقلت إلى نادي الهمة السعودي. في ديسمبر 2024، انضمت إلى نادي لاكاتاميا [اليونانية] في قبرص.

## المسيرة الدولية
ظهرت ملك لأول مرة مع منتخب باكستان في أول مباراة للمنتخب الوطني للسيدات ضد جزر القمر في بطولة جنوب آسيا الودية للسيدات 2023.
سجلت زيمينا ملك أول أهدافها الدولية ضد طاجيكستان.

## الإحصائيات الدولية

### الأهداف الدولية
يتم سرد نتائج باكستان أولاً.
| الرقم | التاريخ        | المكان                                 | الخصم     | النتيجة | النتيجة النهائية | المنافسة                     |
| ----- | -------------- | -------------------------------------- | --------- | ------- | ---------------- | ---------------------------- |
| 1     | 11 أبريل 2023  | ملعب هيسور المركزي، هيسور، طاجيكستان   | طاجيكستان | 1–0     | 1–0              | تصفيات كأس آسيا للسيدات 2024 |
| 2     | 20 أكتوبر 2024 | ملعب داشراث رانجاسالا، كاتماندو، نيبال | بنغلاديش  | 1–0     | 1–1              | بطولة جنوب آسيا للسيدات 2024 |